# Bosiljevo Čazmansko
Bosiljevo Čazmansko  falu Horvátországban Belovár-Bilogora megyében. Közigazgatásilag Csázmához tartozik.

## Fekvése
Belovártól légvonalban 27, közúton 34 km-re délnyugatra, községközpontjától 3 km-re délnyugatra, a Csázmát Ivanić-Graddal összekötő 43-as számú főút mentén, Općevac és Csázma között fekszik.

## Története
A település középkori neve Gomnec volt, itt állott Gomnec vára.
A várat 1335-ben említik Ivánc néven Kaboli László zágrábi püspök
birtokaként. 1365 és 1369 között itt őriztette Nagy Lajos Iván Szracimir bolgár cárt. 1386-ban itt tartotta fogva Horváti János az elfogott királynékat.
Zsigmond király 1387-ben megostromolta. 1401-ben és 1403-ban Eberhard püspök megvédte a lázadókkal szemben. Pontos helye nem ismert.
A térség török uralom alóli felszabadítása után a 17. században telepítették be. 1774-ben az első katonai felmérés térképén „Dorf Bosziellevo” néven szerepel. A Horvát határőrvidék részeként a Kőrösi ezredhez tartozott. Lipszky János 1808-ban Budán kiadott repertóriumában „Boszilyevo” néven szerepel.  Nagy Lajos 1829-ben kiadott művében „Bosziljevo” néven 28 házzal, 115 katolikus és 55 ortodox vallású lakossal találjuk. 1809 és 1813 között francia uralom alatt állt.
A katonai közigazgatás megszüntetése után Magyar Királyságon belül Horvátország része, Belovár-Kőrös vármegye Csázmai járásának része lett. A településnek 1857-ben 170, 1910-ben 235 lakosa volt. 1918-ban az új szerb-horvát-szlovén állam, majd később Jugoszlávia része lett. 1941 és 1945 között a németbarát Független Horvát Államhoz, majd a háború után a szocialista Jugoszláviához tartozott. A fiatalok elvándorlása miatt lakossága csökkent. 1991-től a független Horvátország része. A délszláv háború idején mindvégig horvát kézen maradt. 2011-ben 283 lakosa volt, akik főként mezőgazdaságból éltek.

## Lakossága
| Lakosság változása | Lakosság változása | Lakosság változása | Lakosság változása | Lakosság változása | Lakosság változása | Lakosság változása | Lakosság változása | Lakosság változása | Lakosság változása | Lakosság változása | Lakosság változása | Lakosság változása | Lakosság változása | Lakosság változása | Lakosság változása |
| ------------------ | ------------------ | ------------------ | ------------------ | ------------------ | ------------------ | ------------------ | ------------------ | ------------------ | ------------------ | ------------------ | ------------------ | ------------------ | ------------------ | ------------------ | ------------------ |
| 1857               | 1869               | 1880               | 1890               | 1900               | 1910               | 1921               | 1931               | 1948               | 1953               | 1961               | 1971               | 1981               | 1991               | 2001               | 2011               |
| 170                | 176                | 167                | 201                | 224                | 235                | 225                | 244                | 249                | 257                | 234                | 271                | 276                | 257                | 332                | 283                |